# Gouvernement Hawalli
Das Gouvernement Hawalli (arabisch محافظة حولي, DMG Muḥāfaẓat Ḥawallī) ist eines der sechs Gouvernements in Kuwait. Es liegt zur Gänze in der Stadt Kuwait und besteht aus folgenden Distrikten:
- Hawalli
- Bayan
- Mishref
- Jabriya
- Rumaithiya
- Salmiya
- Salwa
- Anjafa
- Shaab
- Salam
- Zahra
- Mubarak Al-Kabeer
- Al-Siddeeq
- Al-Bidea
- Mubarak Al-Abdullah

Nawaf Al-Ahmad Al-Jaber Al-Sabah wurde im Jahr 1962 der erste Governor nach der Unabhängigkeit Kuwaits. Der derzeitige Governor ist Lt. Gen (a. D.) Sheikh Ahmad Al-Nawaf Al-Sabah.
Eine Schätzung aus dem Jahr 2005 wies die Bevölkerung von Hawalli mit 393.861 Einwohnern aus.
Eine Schätzung vom 31. Dezember 2007 wies die Bevölkerung mit 714.876 Einwohnern aus.
Es wurde erwartet, dass die Bevölkerung im Juni 2014 890.533 Menschen verzeichnen sollte.

## Sport
Im Distrikt Hawalli befindet sich der Sitz sowie das Mohammed Al-Hamad-Stadion des Qadsia SC. Ebenfalls hat seinen Sitz hier im Salmiya Distrikt hat der Al-Salmiya SC. 

## Nennenswerte Personen
- Abdallah Abdalrahman Alruwaished
- Kazem Abal
- Ibrahim Khraibut
- Abdulrasool Abdulreda Behbehani, früherer Präsident des Außenministeriums für Rechtsberatung und Gesetzgebung